# 325558 Guyane
325558 Guyane è un asteroide della fascia principale. Scoperto nel 2009, presenta un'orbita caratterizzata da un semiasse maggiore pari a 3,1463841 UA e da un'eccentricità di 0,0671898, inclinata di 13,93292° rispetto all'eclittica.